# Île Querini
L'île Querini (en russe : Остров Кверини, Ostrov Kverini) est une île de la terre François-Joseph.

## Géographie
Située dans la partie nord de la Terre de Zichy, en baie de Kane au large de l'île Jackson, au sud-ouest, son point culminant mesure 125 m d'altitude. De forme ovale, elle s'étend sur 1,5 km de longueur et 900 m de largeur. Elle est libre de glace. Ses côtes sont rocheuses. 

## Histoire
Elle a été nommée en l'honneur du lieutenant Francesco Querini (né en 1869), mort pendant un voyage en luge, lors de l'expédition d'Umberto Cagni dans l'archipel en 1900.